# Tritneptis macrocentri
Tritneptis macrocentri är en stekelart som beskrevs av Yin-Xia Liao 1987. Tritneptis macrocentri ingår i släktet Tritneptis och familjen puppglanssteklar. Inga underarter finns listade i Catalogue of Life.